# Pio di San Luigi
Pio di San Luigi, al secolo Luigi Campidelli (Trebbio, 29 aprile 1868 – San Vito, 2 novembre 1889), è stato un religioso italiano della congregazione della Passione di Gesù Cristo. Dichiarato beato il 17 novembre 1985 da papa Giovanni Paolo II.

## Biografia

La Madonna di Casale

Giuseppe Campidelli e Filomena Belpani, contadini, si sposarono molto giovani ed ebbero sei figli. Abitavano nella contrada Trebbio, nel comune di Poggio Berni, non lontano da Rimini. Il 29 aprile 1868, alle ore 10, nacque il quartogenito, Luigi Nazareno Francesco, subito detto Gigino. Il bambino, docile e intelligente, crebbe secondo l'indirizzo cristiano impartitogli dalla famiglia e ricevette il sacramento della cresima il 9 febbraio 1873, all'età di cinque anni, dal vescovo di Rimini.
Nel 1874 morì il padre di febbre tifoidea e, l'anno successivo, Luigi s'iscrisse al primo anno della scuola privata inaugurata a Trebbio dal cappellano locale. Tre anni dopo era pronto per la prima comunione. Sempre nel 1878 i passionisti si impegnarono nella cura del vicino cinquecentesco santuario della Madonna di Casale (noto localmente per un affresco raffigurante la Vergine con il Bambino) a San Vito, ora frazione di Santarcangelo di Romagna. L'undicenne Luigi, l'anno dopo, in occasione delle ricorrenze religiose, si avvicinò per la prima volta alla suddetta congregazione e frequentò la seconda elementare della scuola statale, ma, nonostante il suo impegno, non poté concludere gli studi.
Tra il 1880 e il 1881 i contatti sempre più assidui con i passionisti fecero sì che il ragazzo desiderasse tenacemente di far parte dell'ordine: per l'età e per la salute non ottimale non ebbe inizialmente una risposta positiva alla sua richiesta. Finì gli studi con la terza elementare e, il 2 maggio 1882, a quattordici anni, poté entrare nel convento passionista edificato accanto alla chiesa di Casale. Il 27 maggio incominciò l'anno di noviziato, scelse il nome di Pio, e fu il primo della comunità a professarlo dopo la soppressione degli ordini religiosi verificatasi nel 1866 in seguito all'Unità d'Italia.
Nel gennaio 1883 l'esercizio del noviziato fu trasferito a Soriano nel Cimino (Viterbo), nel monastero di Sant'Eutizio: Pio vi rimase quattro mesi e a luglio rientrò a Casale per intraprendere gli studi per diventare sacerdote. All'età di 16 anni, il 29 aprile 1884, pronunciò i voti come passionista. Nei due anni seguenti Pio concluse il biennio del liceo classico, dedicandosi poi allo studio della filosofia e della teologia che purtroppo non poté concretare. Il 17 dicembre 1887, nel duomo di Rimini, prese parte al rito (tonsura) che precedeva il conferimento dell'ordine sacro e la consacrazione a Dio.
Nel biennio 1888-1889 si mostrarono nel giovane le prime avvisaglie - cui non si diede importanza - della malattia infettiva che incominciava a colpirlo affiorando nella sua incurabile pericolosità per la vita di un uomo. Pio accettò tutte le sue pene senza mai lamentarsi: non poteva più leggere, ma pregava in continuazione e canticchiava: ridotto a uno scheletro accoglieva chiunque con un sorriso e cercava di consolare la madre e i familiari che lo visitavano spesso. Alle 22,30 del 2 novembre 1889, all'età di 21 anni, Pio morì tra la costernazione della comunità.

## Il culto
Il 3 novembre 1889 venne sepolto, sotto terra, nel camposanto di San Vito dove rimarrà per 34 anni: molti devoti sostavano presso la tomba.
Il 6 maggio 1923 il corpo di Pio venne traslato nel santuario della Madonna di Casale e collocato sotto l'altare della Vergine che lui poneva perennemente al centro delle sue attenzioni. Nel 1944 la chiesa fu quasi completamente distrutta dai bombardamenti: sotto il cumulo di macerie si trovò intatto il sepolcro di Pio, che resterà all'aperto per 25 anni, e il volto affrescato di Maria con il Bambino Gesù. Il santuario sarà ricostruito, seppure in forme moderne, e i resti dell'angelico passionista sono ora raccolti in un'urna che riproduce le sue sembianze.
La sua causa di canonizzazione è stata introdotta il 14 febbraio 1937: dichiarato venerabile il 21 marzo 1983, è stato proclamato beato da papa Giovanni Paolo II il 17 novembre 1985, in occasione dell'anno internazionale della gioventù.
La sua memoria ricorre il 2 novembre (dies natalis).